# Helina setigera
Helina setigera este o specie de muște din genul Helina, familia Muscidae. A fost descrisă pentru prima dată de Pokorny în anul 1887. Conform Catalogue of Life specia Helina setigera nu are subspecii cunoscute.